# Ashlee Gillespie
Ashlee Gillespie (* 13. April 1985 in San Dimas, Kalifornien; eigentlich Ashlee Britt Gillespie) ist eine US-amerikanische Schauspielerin.

## Filmografie (Auswahl)
- 2004: Eine himmlische Familie (7th Heaven, Nebenrolle)
- 2004: First Daughter – Date mit Hindernissen (First Daughter)
- 2005: Without a Trace – Spurlos verschwunden (Without a Trace, Nebenrolle)
- 2006: Heroes
- 2007: Cold Case – Kein Opfer ist je vergessen (Cold Case)
- 2008: CSI: NY (Fernsehserie, Folge Schrot und Kern)